# Walker County (Texas)
Das Walker County ist ein County im Bundesstaat Texas der Vereinigten Staaten. Das U.S. Census Bureau hat bei der Volkszählung 2020 eine Einwohnerzahl von 76.400 ermittelt. Der Verwaltungssitz (County Seat) ist Huntsville.

## Geographie
Das County liegt im Osten von Texas, etwa 130 km zur Grenze zu Louisiana und ist im Südwesten etwa 120 km vom Golf von Mexiko entfernt. Es hat eine Fläche von 2076 Quadratkilometern, wovon 36 Quadratkilometer Wasserfläche sind. Es grenzt im Uhrzeigersinn an folgende Countys: Houston County, Trinity County, San Jacinto County, Montgomery County, Grimes County und Madison County.

## Geschichte
Walker County wurde 1846 aus Teilen des Montgomery County gebildet. Benannt wurde es nach Samuel Hamilton Walker, einem Texas Ranger und Soldat im Mexikanisch-Amerikanischen Krieg.

## Demografische Daten

Alterspyramide des Walker County

Nach der Volkszählung im Jahr 2000 lebten im Walker County 61.758 Menschen in 18.303 Haushalten und 11.384 Familien. Die Bevölkerungsdichte betrug 30 Einwohner pro Quadratkilometer. Ethnisch betrachtet setzte sich die Bevölkerung zusammen aus 69,12 Prozent Weißen, 23,88 Prozent Afroamerikanern, 0,35 Prozent amerikanischen Ureinwohnern, 0,77 Prozent Asiaten, 0,05 Prozent Bewohnern aus dem pazifischen Inselraum und 4,42 Prozent aus anderen ethnischen Gruppen; 1,41 Prozent stammten von zwei oder mehr Ethnien ab. 14,11 Prozent der Einwohner waren spanischer oder lateinamerikanischer Abstammung.
Von den 18.303 Haushalten hatten 28,7 Prozent Kinder oder Jugendliche, die mit ihnen zusammen lebten. 46,8 Prozent waren verheiratete, zusammenlebende Paare, 11,7 Prozent waren allein erziehende Mütter und 37,8 Prozent waren keine Familien. 27,0 Prozent waren Singlehaushalte und in 8,0 Prozent lebten Menschen im Alter von 65 Jahren oder darüber. Die durchschnittliche Haushaltsgröße betrug 2,44 und die durchschnittliche Familiengröße betrug 3,02 Personen.
18,0 Prozent der Bevölkerung war unter 18 Jahre alt, 23,0 Prozent zwischen 18 und 24, 31,1 Prozent zwischen 25 und 44, 18,9 Prozent zwischen 45 und 64 und 8,9 Prozent waren 65 Jahre alt oder älter. Das Durchschnittsalter betrug 31 Jahre. Auf 100 weibliche Personen kamen 151,1 männliche Personen und auf 100 Frauen im Alter von 18 Jahren oder darüber kamen 161,9 Männer. Der weit überdurchschnittliche Männeranteil an der Bevölkerung ist auf die Rolle von Huntsville als Hauptsitz des texanischen Gefängnissystems zurückzuführen (von den etwa 50.000 Einwohnern des Countys im Jahr 1990 waren etwa 10.000 Gefängnisinsassen).

Das jährliche Durchschnittseinkommen eines Haushalts betrug 31.468 USD, das Durchschnittseinkommen einer Familie betrug 42.589 USD. Männer hatten ein Durchschnittseinkommen von 27.634 USD, Frauen 22.579 USD. Das Prokopfeinkommen betrug 14.508 USD. 10,6 Prozent der Familien und 18,4 Prozent der Einwohner lebten unterhalb der Armutsgrenze.

## Städte und Gemeinden
| - Crabbs Prairie - Dodge - Huntsville | - New Waverly - Phelps - Riverside |

## Flüsse
| - Kay Branch - Mason Slough - Pea Creek | - Sand Branch - Sand Creek - Schoolhouse Branch | - Scott Branch - Wayne Creek - Welch Branch |